# Cryptorhopalum apicale
Cryptorhopalum apicale là một loài bọ cánh cứng trong họ Dermestidae. Loài này được Mannerheim miêu tả khoa học năm 1843.